# إلمو
إلمو (بالإنجليزية: Elmo) هي شخصية في مسلسل الأطفال التلفزيوني شارع سمسم. وهو وحش فروي أحمر يستضيف الجزء الاخير من آخر 15 دقيقة من شارع سمسم، عالم إلمو، والموجه إلى الأطفال الصغار. ومحركه، كيفن كلاش، ويستخدم صوت عالي الطبقة ليقدم صوته. عيد ميلاده هو 3 فبراير.

## روابط خارجية
- إلمو على موقع ميوزك برينز (الإنجليزية)
- إلمو على موقع ديسكوغز (الإنجليزية)